# スターオーディション
『スターオーディション』 (STAR AUDITION) は、1985年4月6日から12月29日までTBS（東京放送）で放送されていたオーディション番組である。全39回。司会は所ジョージ。
オーディション番組では珍しい歌手部門と俳優部門に分けて同時に審査した。主な審査員は大林宜彦、売野雅勇、畑嶺明、水谷公生、残間里江子だった。
1985年9月29日までは毎週日曜 17:00 - 17:30に放送されていたが、同年秋の改編を機に11:00 - 11:30へ移動した。ローカルセールス枠であったため、中部日本放送では土曜 16:00 - 16:30に放送されていた。
同時期にTBSで放送されたドラマ『うちの子にかぎって…2』（所がレギュラー出演）第2話で、居作竜太郎の父親（演・横山やすし）が低俗番組に抗議するためTBSへ行き、局内で当番組のスタジオに迷い込んでセッティング中のスタッフにぶつかってしまうというお遊びも放送された。